# تقييم نقاط القوة الفعلية
تقييم نقاط القوة الفعلية (بالإنجليزية: VIA Inventory of Strengths (VIA-IS)) أو كما يعرف باسم«تقييم القيم الفعلية»، هو مقياس للتقييم النفسي مُصمم لتحديد معلومات شخصية حول قوة شخصية الفرد. وأُنشئ هذا التقييم كل من كريستوفر بيترسون ومارتن سليغمان، الباحثان في مجال علم النفس الإيجابي، بهدف تنفيذ الكتيب «قوى الشخصية والفضائل». يُعد هذا الكتيب نظيرًا للدليل التشخيصي والإحصائي للاضطرابات النفسية المستخدم في الطب النفسي التقليدي. وباختلافه عن الدليل التشخيصي والإحصائي للاضطرابات النفسية، الذي يصنِّف اضطرابات وعيوب البشر بشكل علمي، يصنف الكتاب نقاط القوة الإيجابية للإنسان. وعلاوة على ذلك، يركز على مساعدة الناس في التعرف على نقاط قوتهم والبناء على أساسها، ممّا يتماشى مع الهدف العام لحركة علم النفس الإيجابي، التي تهدف إلى جعل حياة الناس مرضية، أكثر من مجرد علاج للمرض العقلي. وتجدر الإشارة إلى أن تقييم نقاط القوة الفعلية هو أداة يمكن للناس من خلالها معرفة نقاط قوتهم الإيجابية بهدف الاستفادة منها.

## تصنيف نقاط القوة
- الحكمة والمعرفة: الإبداع والفضول والحكم وحب التعلّم وامتلاك نظرة خارجية.
- الشجاعة: البسالة والمثابرة والصدق والحماس.
- الإنسانية: الحب واللطف والذكاء الاجتماعي.
- العدالة: العمل الجماعي والإنصاف والقيادة.
- الاعتدال: التسامح والتواضع والحكمة وضبط النفس.
- السمو: تقدير الجمال والفضيلة والامتنان والأمل وروح الفكاهة والروحانية.

## التكوين والإشراف
يتكون تقييم نقاط القوة الفعلية من 240 عنصر لحساب 24 من قوى الشخصية (10 عناصر لكل قوة). في المتوسط، يستطيع الفرد إكمال اختبار التقييم خلال 30 إلى 40 دقيقة. منذ عام 2001، يتوفر الفحص على شبكة الإنترنت بسعر أدنى يبلغ نحو 20$ على موقع www.viacharacter.org وقد شارك ما يزيد عن 400 ألف شخص فيه حتى الآن. على المشتركين الإجابة عن كل عنصر في الاختبار من ناحية «فيما إذا كانت العبارة تصف ما أنت عليه». يجيب المشتركون وفقًا لخمس نقاط على مقياس ليكرت الذي يترواح بين (1= هذا لا يشبهني بتاتًا، و5= هذا أنا بالفعل). تضمن نماذج من العناصر عبارات مثل «أرى العالم مكانًا مثيرًا للاهتمام»، كمعيار للفضول، و«دومًا ما أنسى ما قد حدث وانتهى» كمعيار على التسامح. يمكن للناس أن يحظوا بمجموع نقاط بين 10 و50 نقطة لكل نقطة من نقاط القوة الأربع والعشرين. علاوة على ذلك، تشير الدرجة الأعلى من ذلك على أن الشخص المشارك يطابق إلى حد كبير القوة المرتبطة بالمقياس. تُرسل نتيجة التقرير إلى المشاركين بعد انتهائئهم من الفحص.

## تاريخ
نظرًا لكونه مجالًا بحثيًا جديدًا، افتقر علم النفس الإيجابي لمفردات عامة تصف السمات الإيجابية القابلة للقياس قبل عام 2004. استفاد علم النفس التقليدي من تشكيل الدليل التشخيصي والإحصائي للاضطرابات النفسية، إذ أنه وفر للباحثين والأطباء النطاق اللغوي نفسه الذي يمكنهم الحديث فيه عن السلبي منها. كخطوة أولى في معالجة هذا التباين بين علم النفس التقليدي والإيجابي، شرع عالما النفس بيترسون وسليغمان في تحديد الشخصية وتنظيمها وقياسها.
عرف كل من بيترسون وسليغمان مفهوم الشخصية بكونها عبارة عن سمات يمتلكها الفرد وتبقى مستقرة بمرور الوقت، ولكن لا يزال بإمكانها التأثّر بالمحيط وبالتالي هي عرضة للتغيير. بدأ الباحثون بعد ذلك عملية تحديد فضائل ونقاط قوة الشخصية من خلال العصف الذهني برفقة نخبة من علماء النفس الإيجابي. بعدها قام بيترسون وسليغمان بدراسة الثقافات القديمة (من بينها ديانتيهما والسياسة والتعليم والفلسفات) للحصول على معلومات حول كيف قام البشر في الماضي بتحليل الفضيلة الإنسانية. نظر الباحثون إلى الفضائل التي كانت موجودة ضمن الثاقافات في الماضي. خلص كلا الباحثان إلى تحديد 6 فضائل جوهرية وهي: الشجاعة والعدالة والإنسانية والاعتدال والسمو والحكمة.
اقترح بعدها عالما النفس نموذجًا تصنيفيًا يتضمن عناصر أفقية وعمودية. تمت صياغة النظام الهرمي بعد التصنيف الليني لأنواع الكائنات الحية، والذي تراوح نطاقه من نوع كائن محدد إلى تصنيفات أوسع. أوضح العالمان أن الفضائل الجوهرية الستة هي التصنيف الأوسع وأنها «خصال جوهرية قدرها الفلاسفة الأخلاقيون والمفكرون الدينيون». انتقل بيترسون وسليغمان عبر التسلسل الهرمي لتحديد نقاط قوة الشخصية والتي هي «العمليات أو الآليات النفسية التي تحدد الفضائل».
بدأ الباحثون عملية تحديد فضائل ونقاط قوة الشخصية من خلال العصف الذهني برفقة نخبة من علماء النفس الإيجابي، وخلصوا بقائمة تضم نقاط القوة عن الإنسان، والتي ظهرت فائدتها عند استشارة منظمة غالوب. قام بعدها كلا العالمين بالبحث المضني في الأدب بحثًا عن الأعمال التي تحدثت عن الشخصية الجيدة ضمن مجالات «الطب النفسي وتنمية الشباب والفلسفة وعلم النفس». كان من بين الأشخاص الذين أثروا في اختيار بيتروسون وسليغمان لنقاط القوة: أبراهام ماسلو وإريك إريكسون وإلين جرينبرغر وماري يهودا وكارول كارول ومايكل كولي وهاوارد جاردنر وشالوم شوارتز. في محاولة لعدم إبقاء أي شيء لم يبحثا فيه، بحث الباحثون عن رسائل الفضيلة ضمن الثافة الشعبية. على سبيل المثال، فحص الباحثون بطاقات معايدة هولماركس والإعلانات الشخصية والكتابات الجدارية والملصات وحتى الملفات التعريفية لشخصيات البوكيمون.
بعد جمعهما العشرات من نقاط القوة، احتاج الباحثون لطريقة تساعدهما في تنقيح القائمة وغربلتها أكثر. لذلك، وضع بيترسون وسليغمان قائمة تضم عشرة معايير (على سبيل المثال، على القوة أن تساهم في الشعور بالرضى عن الحياة، وأن تكون قيّمة بطبيعتها) من أجل مساعدتها في اختيار نقاط القوة الأربع والعشرين الأخيرة ضمن قائمة الفضائل ونقاط القوة. تقريبًا، نصف نقاط القوة المذكورة في كتاب الفضائل ونقاط القوة تجمع كل المعايير ال10، والنصف الآخر لا. عبر النظر إلى التشابهات التي تجمع نقاط القوة المرشحة، وزع الباحثون 24 من نقاط قوة الشخصية ما بين 6 فئات أساسية. بعد إنشاء الباحثين هذا التنظيم من السمات الشخصية، وضعوا «تحليلًا لعامل بحثي على مقياس درجات يستخدم دوران فاريماكس» وبرزت منه 5 عوامل. يوضح كل من بيترسون وسليغمان بأنهما غير مهتمين بكيفية تجميع نقاط القوة الأربع والعشرون في مجموعات أساسية، لأنه في النهاية، تشكل هذه السمات باجتماعها شخصية الفرد.

## كتاب قوى الشخصية والفضائل
"قوى الشخصية والفضائل" هو كتاب من تأليف كريستوفر بيترسون ومارتن سيليغمان عام (2004) يحاول عرض مقياس للمثل الإنساني للفضائل بطريقة علمية دقيقة وتجريبية، بهدف توفير إطار نظري للتطبيقات العملية لعلم النفس الإيجابي. يحدد الكتاب ست فئات من الفضائل (أو "القيم الأساسية") تشمل 24 "قوة شخصية" قابلة للقياس، وتنظم الفصول الستة والقوى ال24 المذكورة في تصنيف نقاط القوة في الأعلى.
في الفصل الافتتاحي للكتاب:16-28 وصف "قوى الشخصية والفضائل" على القوى الشخصية على أنها تلبي معظم المعايير العشرة التالية:
- تسهم في تحقيق الإنجاز الفردي "للفرد وللآخرين".;[4]:17
- تمتلك قيمة أخلاقية في حد ذاتها (حيث يمكن إضاعة الهدايا والمهارات والقدرات والخبرات، ولكن لا يمكن إضاعة قوى الشخصية والفضائل).
- غير منافسة.
- ليست عكس الصفة المرغوبة (والمثال السلبي هو الثبات والمرونة، حيث إنهما عكسيان لكنهما يعتبران مرغوبين).
- شبيهة بالصفة الطبيعية (أنماط عادية تكون مستقرة نسبيًا عبر الوقت).
- ليست مجموعة من القوى الشخصية الأخرى في نظام "قوى الشخصية والفضائل".
- قابلة للتجسيد (على الأقل في الخيال الشعبي) في الأشخاص الذين أصبحوا مشهورين من خلال القصص والأغاني وما إلى ذلك.
- يمكن ملاحظتها في العباقرة الأطفال (على الرغم من عدم صالحية هذا المعيار لجميع قوى الشخصية).
- غير موجودة في بعض الأفراد.
- تغذى بواسطة القيم والمؤسسات الاجتماعية.

تُشير مقدمة الكتاب إلى أن هذه الفضائل الستة تعتبر جيدة من قبل الغالبية العظمى من الثقافات وعبر التاريخ، وأن ممارسة هذه الصفات تؤدي إلى زيادة السعادة. وعلى الرغم من العديد من التحفظات، فإن هذا الاقتراح بشأن العالمية يوحي هذا الاقتراح بالعالمية، مما يشير إلى أن قادة حركة علم النفس الإيجابي يحاولون توسيع نطاق البحث النفسي ليشمل الصحة العقلية، وفي الوقت نفسه يتحدون النسبية الأخلاقية ويشير إلى أن الفضيلة لها أساسًا بيولوجي. هذه الحجج تتوافق مع علم المعرفة المعنوي.
تعرّف كل من الـ 24 صفة شخصية بشكل سلوكي، مع وجود أدلة نفسية توضح أنه يمكن قياسها بشكل موثوق به. يظهر الكتاب أن "الإنسانيين المستندون إلى الدلائل العلمية يمكنهم قياس قوى الشخصية والفضائل بطريقة علمية دقيقة".
تشمل التطبيقات العملية لعلم النفس الإيجابي مساعدة الأفراد والمؤسسات على التعرف على نقاط قوتهم واستخدامها لزيادة وصون مستويات الرفاهية الخاصة بهم. وتقدّم كل صفة "أحد العديد من المسارات البديلة للفضيلة والرفاهية". يمكن للمعالجين والمستشارين والمدربين والعديد من المهنيين النفسيين الآخرين استخدام الأساليب والتقنيات الجديدة لبناء وتوسيع حياة الأفراد الذين لا يعانون بالضرورة من مرض عقلي أو اضطراب.
وأخيرًا، دعا باحثون آخرون إلى تجميع الصفات الشخصية الـ 28 المعرفة في مجموعات تضم فقط أربع فئات من القوى الشخصية (الفكرية والاجتماعية والاعتدال والتفوق) أو حتى ثلاث فئات فقط (دون التفوق). وليس فقط أن هذا أسهل للتذكر، بل إن هناك أيضًا أدلة تشير إلى أن هذه الفئات تلتقط بشكل كافي مكونات الصفات الشخصية الأصلية الـ 28.
امتلاك نظرة خارجية والحكمة (اللذان يتم تجسيدهما على سبيل المثال في كتابات النصائح آن لاندرز): تنسيق "المعرفة والخبرة" و"استخدامها بشكل متعمد لتحسين الرفاهية"، وتشير العديد من الدراسات -ولكن ليس كلها- إلى أن تقييم البالغين لأنفسهم امتلاك نظرة خارجية/ الحكمة لا يعتمد على العمر، وهذا يتناقض مع الفكرة الشائعة بأن الحكمة تزداد مع العمر.:185

## التطبيقات
واحد من أهم الأهداف لعلم النفس الإيجابي هو أنه يساعد الناس على «بناء حياة جيدة والحفاظ عليها». وفر إنشاء تقييم نقاط القوة الفعلية مقياسًا عمليًا يمكن أن يستخدم لتقييم فعالية هذه التدخلات الإيجابية. على سبيل المثال، انظر إلى آلاف المشاركين من الناس الذين يشاركون في برامج عن تعليم الشخصية ودروس الحياة كل عام. غالبًا ما تكون نقاط قوة الشخصية ناتجة عن الاهتمام، لكن هذه البرامج لا تقدم مقياسًا دقيقًا للنتائج من أجل حساب مدى فاعليتها. يقترح الباحثون بأنه في حال استخدمت هذه البرامج تقييم نقاط القوة الفعلية، فقد يكتشفون فوائد غير متوقعة من تدخلاتهم وستسهل التقييم الموضوعي لنتيجتها.
يقترح كل من بيترسون وسليغمان بأن تقييم نقاط القوة الفعلية يمكن أن يستخدم كطريقة لمساعدة الناس في تحديد نقاط قوتهم. بامتلاكهم لهذه المعرفة، يمكن للناس البدء في الاستفادة والبناء على أساس نقاط قوتهم. يقول علماء النفس بأن تقييم نقاط القوة الفعلية لا يجب أن يستخدم لتحديد نقاط الضعف لديك. ينطلق نهجهم من النموذج الطبي لعلم النفس التقليدي، والذي يركز على حل المصاعب. على العكس من ذلك، يؤكد علماء النفس بأنه على الناس التركيز على ما يستطيعون فعله بإتقان والبناء على أساسه.